# Robert Weisse
Carl Robert Weisse, född 18 september 1856 i Norrköping, död där 5 mars 1911, var en svensk byggnadsingenjör.
Weisse avlade avgångsexamen från Tekniska skolan i Norrköping 1874. Han blev biträdande stadsingenjör i Norrköpings stad samma år och var stadsingenjör där från 1899. Sonen Sven Robert Weisse (1894–1959) var driftsingenjör för Norrköpings kommunala affärsverk (NKA). Båda är gravsatta på Matteus begravningsplats i Norrköping.